# Открытый чемпионат Италии по теннису 2025
Открытый чемпионат Италии 2025 (англ. 2025 Italian Open) — ежегодный международный профессиональный теннисный турнир, проходящий в Риме (Италия) на открытых грунтовых кортах итальянского спортивного центра. Турнир относится к категории ATP 1000 с призовым фондом чуть более 9,5 миллионов Евро у мужчин и WTA 1000 у женщин. Турнирная сетка, рассчитанна на 96 участников в одиночном разряде и 32 команды в парном разряде.
В 2025 году турнир пройдёт в период с 6 по 18 мая. Турнир входит в серию соревнований, расположенную в календаре между Открытым чемпионатом Австралии и Открытым чемпионатом Франции и является третьим в сезоне «тысячником» на грунте у мужчин.
Прошлогодние победители:
- в мужском одиночном разряде —  Александр Зверев
- в женском одиночном разряде —  Ига Свёнтек
- в мужском парном разряде —  Марсель Гранольерс и  Орасио Себальос
- в женском парном разряде —  Сара Эррани и  Жасмин Паолини

## Общая информация
Все игроки, представляющие Россию и Беларусь, выступавшие на французских кортах, были заявлены в нейтральном статусе.
Лидером посева в мужском одиночном турнире стал итальянец Янник Синнер, проведший на римских кортах первый турнир после дисквалификации. Прошлогодний чемпион — Александр Зверев — защищал свой титул.
Лидером посева женского одиночного разряда стала Арина Соболенко. Прошлогодняя чемпионка — Ига Свёнтек — защищала свой титул и дошла до третьего раунда. 17-летняя Тайра Катерина Грант, бывшая вторая ракетка мира в юниорском рейтинге, до римского турнира выступала за родину своего отца — США, а на этой неделе впервые сыграла за родину матери — Италию.
Лидерами посева в мужском парном турнире стали Марсело Аревало и Мате Павич (лидеры рейтинга на момент старта турнира). Прошлогодние чемпионы — Марсель Гранольерс и Орасио Себальос — защищали свой титул.
Лидерами посева в женском парном турнире стали Габриэла Дабровски и Эрин Рутлифф (5-я и 3-я ракетка мира на момент старта турнира). Прошлогодние чемпионки — Сара Эррани и Жасмин Паолини — защищали свой титул.

## Соревнования

### Мужчины. Одиночный турнир
Карлос Алькарас обыграл  Янник Синнера со счётом 7–6(7–5), 6–1

### Женщины. Одиночный турнир
Жасмин Паолини обыграла  Кори Гауфф со счётом 6-4 6-2

### Мужчины. Парный турнир
Марсело Аревало /  Мате Павич обыграли  Садио Думбия /  Фабьен Ребуль со счётом 6–4, 6–7(6–8), [13–11]

### Женщины. Парный турнир
Сара Эррани /  Жасмин Паолини обыграли  Вероника Кудерметова /  Элизе Мертенс со счётом 6–4, 7-5